# Johan av Touraine
Johan av Touraine, född 1398, död 1417, var en fransk prins. Han var fransk tronföljare (Dauphin) 1415-1417. Han blev tronföljare sedan hans äldre bror Ludvig av Guyenne hade avlidit, och sedan han själv avlidit utan arvingar efterträddes hans om tronföljare av sin yngre bror, den blivande Karl VII av Frankrike. 